# Mario Hieblinger
Mario Hieblinger (ur. 5 lipca 1977 w Mistelbach) – austriacki piłkarz występujący na pozycji obrońcy. Zawodnik klubu LASK Linz.

## Kariera klubowa
Hieblinger jako junior grał w klubach FC Mistelbach oraz Admira Wacker Mödling z austriackiej Bundesligi. W 1995 roku został włączony do pierwszej drużyny Admiry. Sezon 1996/1997 spędził na wypożyczeniu w klubie SV Stockerau. Potem wrócił do Admiry. W 1998 roku spadł z nią do Erste Ligi. Na początku 2000 roku odszedł do pierwszoligowej Austrii Salzburg, gdzie spędził pół roku.
Latem 2000 roku odszedł do drugoligowego BSV Bad Bleiberg. Tam z kolei występował przez 2,5 roku. W styczniu 2003 roku podpisał kontrakt z zespołem FC Kärnten z Bundesligi. Pierwszy ligowy mecz zaliczył tam 1 marca 2003 roku przeciwko Austrii Kärnten (0:1). W 2004 roku spadł z zespołem do Erste Ligi.
W 2005 roku Hieblinger przeszedł do pierwszoligowego Grazer AK. Zadebiutował tam 6 sierpnia 2005 roku w przegranym 1:2 ligowym pojedynku z SV Ried. 22 sierpnia 2005 roku w wygranym 2:0 spotkaniu ze Sturmem Graz strzelił pierwszego gola w Bundeslidze. W Grazerze spędził rok.
W 2006 roku odszedł do greckiego Ergotelisu. W Superleague Ellada pierwszy mecz zaliczył 20 sierpnia 2006 roku przeciwko Ionikosowi (1:1). 13 stycznia 2007 roku w wygranym 3:1 spotkaniu ze Skodą Ksanti zdobył pierwszą bramkę w Super League Ellada.

## Kariera reprezentacyjna
W reprezentacji Austrii Hieblinger zadebiutował 26 marca 2003 roku w zremisowanym 2:2 towarzyskim meczu z Grecją. W latach 2003–2005 w drużynie narodowej rozegrał w sumie 12 spotkań.